# Spandaryan (Shirak)
Spandaryan (in armeno Սպանդարյան?) è un comune di 1 332 abitanti (2008) della provincia di Shirak in Armenia.